# Strażnica KOP „Osinówka”
Strażnica KOP „Osinówka” – zasadnicza jednostka organizacyjna Korpusu Ochrony Pogranicza pełniąca służbę ochronną na granicy polsko-sowieckiej.

## Formowanie i zmiany organizacyjne
W 1924, w składzie 3 Brygady Ochrony Pogranicza, został sformowany 7 batalion graniczny. W 1928 w skład batalionu wchodziło 16 strażnic. Strażnica KOP „Osinówka” w latach 1928 – 1939 znajdowała się w strukturze 3 kompanii KOP „Dziwniki”  batalionu KOP „Podświle”. Strażnica liczyła około 18 żołnierzy i rozmieszczona była przy linii granicznej z zadaniem bezpośredniej ochrony granicy państwowej.
W 1932 obsada strażnicy zakwaterowana była w budynku popolicyjnym. Strażnicę z macierzystą kompanią łączył trakt długości 1,7 km i droga polna długości 2,5 km.

## Służba graniczna
Podstawową jednostką taktyczną Korpusu Ochrony Pogranicza przeznaczoną do pełnienia służby ochronnej był batalion graniczny. Odcinek batalionu dzielił się na pododcinki kompanii, a te z kolei na pododcinki strażnic, które były „zasadniczymi jednostkami pełniącymi służbę ochronną”, w sile półplutonu. Służba ochronna pełniona była systemem zmiennym, polegającym na stałym patrolowaniu strefy nadgranicznej, wystawianiu posterunków alarmowych, obserwacyjnych i kontrolnych stałych, patrolowaniu i organizowaniu zasadzek w miejscach rozpoznanych jako niebezpieczne, kontrolowaniu dokumentów i zatrzymywaniu osób podejrzanych, a także utrzymywaniu ścisłej łączności między oddziałami i władzami administracyjnymi. Strażnice KOP stanowiły pierwszy rzut ugrupowania kordonowego Korpusu Ochrony Pogranicza.
Strażnica KOP „Osinówka” w 1932 ochraniała pododcinek granicy państwowej szerokości 4 kilometrów 649 metrów od słupa granicznego nr 214 do 224, a w 1938 pododcinek szerokości 10 kilometrów 750 metrów od słupa granicznego nr 214 do 246.
Sąsiednie strażnice:
- strażnica KOP „Jałówka” ⇔ strażnica KOP „Jampol” – 1928[2], 1929[3]
- strażnica KOP „Horodek” ⇔ strażnica KOP „Jampol” – 1931[4] , 1932[5], 1934[6]
- strażnica KOP „Jałówka” ⇔ strażnica KOP „Kamienny Wóz” – 1938[7]

## Walki we wrześniu 1939
17 września 1939 strażnice 3 kompanii granicznej „Dziwniki” por. Bronisława Olecha zaatakowane zostały przez jednostki 5 Dywizji Strzeleckiej i 13 oddziału ochrony pogranicza NKWD. Po krótkiej walce uległy przeważającym siłom przeciwnika. Strażnica KOP „Osinówka” została zniszczona.